# Adligat
Adligat je kulturní nezisková organizace se sídlem v Bělehradě, která se zabývá propagací srbské kultury, umění a mezinárodní spolupráce. Hlavním úkolem sdružení je provoz knihovny Lazić (založené v roce 1882), Muzea srbského písemnictví a Muzea knihy a cestování. Prezidentem společnosti je Viktor Lazić, potomek Aleksandra Laziće. Sdružení Adligat spravuje jednu z největších sbírek děl v několika knihovnách v Srbsku a je tak jednou z největších soukromých uměleckých společností v oblasti Balkánského poloostrova.
Společnost byla založena v roce 2012 za přítomnosti mnoha významných hostí jako byl např. patriarcha Irinej.
Mezi členy společnosti patří umělci jako Ljubivoje Ršumović, Emir Kusturica nebo Matija Bećković.
Páteřní sbírkou sdružení je sbírka Lazićů. Ve sbírce společnosti se mimo jiné nacházejí dopisy Thomase Edisona, Nikoly Tesly, osobní spisy srbských králů, pozůstalosti Živojina Mišiće, malíře Uroše Prediće, spisovatele Miloše Crnjanského a držitele Nobelovy ceny Ivo Andriće.

## Knihovna Lazić
Knihovna Lazić v Bělehradě ve čtvrti Banjica je součástí sdružení od jeho založení v roce 2012. Je to rodinná knihovna založená v roce 1882. V roce 2012 byla otevřena veřejnosti v rámci Sdružení pro kulturu společnosti.

## Galerie
| - Kolekce středověkých knih z Etiopie uložené v bělehradském muzeu - Kolekce vydání Koránu a dalších knih islámu - Interiér knihovny Lazić - Sbírka miniatur - Dopis Nikoly Tesly |